# Gāmīshbān
Gāmīshbān (persiska: گامیش بان, Gāvmīshbān) är en ort i Iran.   Den ligger i provinsen Gilan, i den nordvästra delen av landet, 270 km nordväst om huvudstaden Teheran. Gāmīshbān ligger 39 meter över havet och antalet invånare är 368.
Terrängen runt Gāmīshbān är varierad.Runt Gāmīshbān är det ganska tätbefolkat, med 134 invånare per kvadratkilometer. Närmaste större samhälle är Māsāl, 4,3 km nordväst om Gāmīshbān. Trakten runt Gāmīshbān består till största delen av jordbruksmark.